# Nga Yên
Nga Yên là một xã thuộc huyện Nga Sơn, tỉnh Thanh Hóa, Việt Nam.

## Địa lý
Xã Nga Yên nằm ở trung tâm huyện Nga Sơn, có vị trí địalý: 
- Phía đông giáp các xã Nga Hải và Nga Liên
- Phía nam giáp xã Nga Liên và thị trấn Nga Sơn
- Phía tây giáp xã Nga Trường
- Phía bắc giáp xã Nga Giáp.

Xã Nga Yên có diện tích là  3,85 km². Theo tổng điều tra dân số năm 1999, xã Nga Yên có dân số]] 4.696 người.

## Lịch sử
Năm 1977, huyện Nga Sơn sáp nhập với huyện Hà Trung thành huyện Trung Sơn, xã Nga Yên thuộc huyện Trung Sơn. Năm 1982 huyện Trung Sơn chia tách thành hai huyện như cũ, xã Nga Yên lại thuộc huyện Nga Sơn.
Tháng 12 năm 1988, một phần diện tích và dân số của các xã Nga Yên và Nga Mỹ được tách ra để thành lập thị trấn Nga Sơn.

## Hành chính
Xã Nga Yên ngày nay gồm các làng (thôn):
| STT | Tên thôn/xóm/ấp/khu phố | Mã bưu chính |
| --- | ----------------------- | ------------ |
| 1   | Thôn 1                  | 443711       |
| 2   | Thôn 2                  | 443712       |
| 3   | Thôn 3                  | 443713       |
| 4   | Thôn 4                  | 443714       |
| 5   | Thôn 5                  | 443715       |
| 6   | Thôn 6                  | 443716       |
| 7   | Thôn 7                  | 443717       |
| 8   | Thôn 8                  | 443718       |
| 9   | Thôn 9                  | 443719       |
| 10  | Thôn 10                 | 443720       |